# Monte Nerone e Monti di Montiego
Monte Nerone e Monti di Montiego este o arie protejată (arie de protecție specială avifaunistică — SPA) din Italia întinsă pe o suprafață de 9.233 ha, integral pe uscat.

## Localizare
Centrul sitului Monte Nerone e Monti di Montiego este situat la coordonatele 43°33′51″N 12°33′22″E / 43.564231°N 12.556152°E.

## Înființare
Situl Monte Nerone e Monti di Montiego a fost declarat arie de protecție specială avifaunistică în martie 2003 pentru a proteja 1 specie de plante și 21 de specii de animale.

## Biodiversitate
Situată în ecoregiunea continentală, aria protejată conține 11 habitate naturale: Păduri de stejar alb estice, Pseudostepă cu ierburi și specii anuale de Thero-Brachypodietea, Peșteri inaccesibile publicului, Formațiuni de Juniperus communis pe lande sau pajiști calcaroase, Păduri de fag din Apenini cu Taxus și Ilex, Păduri de Quercus ilex și Quercus rotundifolia, Galerii de Salix alba și de Populus alba, Pante stâncoase calcaroase cu vegetație casmofită, Roci stâncoase cu vegetație pionieră de Sedo-Scleranthion sau Sedo albi-Veronicion dillenii, Pajiști carstice calcaroase sau bazofile, de Alysso-Sedion albi, Pajiști uscate seminaturale și facies de acoperire cu tufișuri pe substraturi calcaroase (Festuco-Brometalia) (* situri importante pentru orhidee).
La baza desemnării sitului se află mai multe specii protejate:
- plante (1): Himantoglossum adriaticum
- păsări (21): uliu păsărar (Accipiter nisus), pescăruș albastru (Alcedo atthis), potârnichea de stâncă (Alectoris graeca saxatilis), fâsă-de-câmp (Anthus campestris), acvilă de munte (Aquila chrysaetos), buha (Bubo bubo), șorecarul comun (Buteo buteo), caprimulg (Caprimulgus europaeus), erete de stuf (Circus aeruginosus), erete vânăt (Circus cyaneus), erete cenușiu (Circus pygargus), Eudromias morinellus, Falco biarmicus, șoim călător (Falco peregrinus), vânturel roșu (Falco tinnunculus), sfrâncioc roșiatic (Lanius collurio), ciocârlie de pădure (Lullula arborea), viespar (Pernis apivorus), Ptyonoprogne rupestris, Tachymarptis melba, strigă (Tyto alba)

Pe lângă speciile protejate, pe teritoriul sitului au mai fost identificate 3 specii de păsări.